# EV11 Oost-Europaroute
De Oost-Europaroute (East Europe Route) is een geheel bewegwijzerde lusvormige fietsroute van zo'n 6750 kilometer lang. De route maakt deel uit van het EuroVelo-netwerk van de European Cyclists' Federation, en is opgezet met financiering vanuit een Interreg-programma van de Europese Unie. Het type bewegwijzering verschilt van land tot land omdat gebruik wordt gemaakt van nationale netten van langeafstandsfietsroutes. 
De route gaat door de volgende landen en gebieden: Noorwegen, Finland, Estland, Letland, Litouwen, Polen, Slowakije, Hongarije, Servië, Noord-Macedonië en Griekenland. 
De route loopt dwars door het oosten van Europa met elkaar.
Onderweg zijn er veel bezienswaardigheden. Voor gidsen en toelichtingen moet gebruikgemaakt worden van het materiaal dat per land beschikbaar is. In sommige gevallen kan dat er toe leiden dat het alleen beschikbaar is in de taal van dat land. 